# Вероспи, Фабрицио
Фабрицио Вероспи (итал. Fabrizio Verospi; 1571, Рим, Папская область — 27 января 1639, там же) — итальянский куриальный кардинал. Дядя кардинала Джироламо Вероспи. Губернатор Перуджи и Умбрии с 27 октября 1623 по 30 августа 1627. Префект Священной конгрегации Собора с 30 августа 1627 по 27 января 1639. Кардинал-священник с 30 августа 1627, с титулом церкви Сан-Лоренцо-ин-Панисперна с 20 октября 1627 по 5 сентября 1633. Кардинал-священник с титулом церкви Санта-Мария-делла-Паче с 5 сентября 1633 по 27 января 1639.